# Bídžápur
Bídžápur (kannadsky ಬಿಜಾಪುರ, urdsky بیجاپور‎) je město v Karnátace, jednom ze svazových států Indie. K roku 2011 v něm žilo přes 327 tisíc obyvatel a bylo správním střediskem svého okresu.

## Poloha
Bídžápur leží na Dekánské plošině na severu Karnátaky nedaleko hranice s Maháráštrou. Od Bengalúru, hlavního města Karnátaky, je vzdálen přibližně 525 kilometrů po silnicích směrem na sever. Od Bombaje přibližně 500 kilometrů na jihovýchod.

## Obyvatelstvo
Obyvatelstvo mluví převážně kannadsky a urdsky. Většina, přibližně 62 %, vyznává hinduismus, přibližně 35 % islám a 1 % džainismus. Zbytek připadá převážně na sikhismus, buddhismus a křesťanství.